# ATP-toernooi van Ostrava
Het ATP-toernooi van Ostrava was een tennistoernooi voor mannen dat tussen 1994 en 1998 op de ATP-kalender stond in Ostrava, Tsjechië. Er werd gespeeld op indoor tapijtbanen van Palác kultury a sportu.

## Finales

### Enkelspel
| Jaar | Winnaar            | Runner-up          | Score         |
| ---- | ------------------ | ------------------ | ------------- |
| 1998 | Andre Agassi       | Ján Krošlák        | 6-2, 3-6, 6-3 |
| 1997 | Karol Kučera       | Magnus Norman      | 6-2, opgave   |
| 1996 | David Prinosil     | Petr Korda         | 6-1, 6-2      |
| 1995 | Wayne Ferreira     | MaliVai Washington | 3-6, 6-4, 6-3 |
| 1994 | MaliVai Washington | Arnaud Boetsch     | 4-6, 6-3, 6-3 |

### Dubbelspel
| Jaar | Winnaar                       | Runner-up                        | Score         |
| ---- | ----------------------------- | -------------------------------- | ------------- |
| 1998 | Nicolas Kiefer David Prinosil | David Adams Pavel Vízner         | 6-4, 6-3      |
| 1997 | Jiří Novák David Rikl         | Donald Johnson Francisco Montana | 6-2, 6-4      |
| 1996 | Sandon Stolle Cyril Suk       | Ján Krošlák Karol Kučera         | 7-6, 6-3      |
| 1995 | Jonas Björkman Javier Frana   | Guy Forget Patrick Rafter        | 6-7, 6-4, 7-6 |
| 1994 | Martin Damm Karel Nováček     | Gary Muller Piet Norval          | 6-4, 1-6, 6-3 |

1994 · 1995 · 1996 · 1997 · 1998
ITF-toernooien (mannen en vrouwen)

ATP-toernooien (mannen) – ATP-seizoen 2025

WTA-toernooien (vrouwen) – WTA-seizoen 2025

Voormalige toernooien mannen
Voormalige toernooien vrouwen
Voormalige amateurtoernooien